# Травма (телесериал, Канада)
«Травма» (фр. Trauma) — канадский франкоязычный телесериал в жанре медицинской драмы, транслировавшийся на телевидении Канады с 5 января 2010 года по 2 апреля 2014 года. В телесериале 5 сезонов, всего 54 эпизода.

## Сюжет
События происходят в вымышленной монреальской больнице Сент-Арсен. Так или иначе, сюда попадают те, кому просто необходима чья-то помощь. Ситуации разные: травмы, происшествия, суицид и прочее. Судьбы пациентов в руках врачей, у которых тоже есть своя личная жизнь, проблемы, плохие взаимоотношения и недопонимание в семье. Ведь врачи тоже люди. Однако нужно брать ситуацию под строжайший контроль, ведь это может стоить кому-то из пациентов жизни. И каждый раз что-то новое.

## В ролях
- Изабель Рише — Жюли Лемьё
- Жильбер Сикотт — Антуан Легаре
- Жан-Франсуа Пишетт — Матьё Дарво
- Джеймс Хиндман — Пьер Мейёр
- Лоранс Лебёф — Софи Левейе
- Паскаль Монпти — Диан Эве
- Кристиан Бежен — Давид Рош
- Ян Инглэнд — Этьен Лабри
- Стефан Демерс — Жюльен Левейе
- Катрин де Леан — Каролин Лемелен
- Изабель Бле — Вероник Билодо
- Элис Морель-Мишо — Жюли Лемьё в 10 лет
- и другие

## Саундтреки
Саундтреки к сериалу представлены, кроме всех прочих, такими исполнительницами, как Беатрис Мартен, Мартой Уэйнрайт, а также группой R.E.M..